# Río San Diego
Río San Diego är en ort i Mexiko.   Den ligger i kommunen Palenque och delstaten Chiapas, i den sydöstra delen av landet, 800 km öster om huvudstaden Mexico City. Río San Diego ligger 192 meter över havet och antalet invånare är 181.
Terrängen runt Río San Diego är kuperad österut, men västerut är den platt. Runt Río San Diego är det ganska glesbefolkat, med 34 invånare per kvadratkilometer. Närmaste större samhälle är Cristóbal Colón, 7,6 km söder om Río San Diego. Omgivningarna runt Río San Diego är en mosaik av jordbruksmark och naturlig växtlighet.